# ПК-01 «Львів»
ПК-01 «Львів» — персональний комп'ютер, розроблений у 1986—1987 роках у Львівському політехнічному інституті доцентом В. Я. Пуйдою. Виготовлявся на заводі ЛОРТА. Пізніше була сформована спеціальна лабораторія, де під керівництвом В. Я. Пуйди вдосконалювався серійний ПК-01, були розроблені ПК-01М, ПК-02 «Мукачево», ПК-03 на базі 16-розрядного І8088, клон якого освоїли в Україні. Однак ПК-03 існував тільки в дослідному екземплярі і з розпадом СРСР роботи були припинені.

## Історія
Роботи в напрямку створення малогабаритного комп'ютера для спеціальних застосувань почались Пуйдою В. Я. в Дослідному конструкторському бюро (ДКБ) Львівського політехнічного інституту на початку 80-х років. Спогади Володимира Яковича:

Перший процесор спеціалізованої системи на 580ИК80

Можу трохи детальніше розповісти про перші кроки до ПК-01 та ПЗ до нього.
Ми в ОКБ отримали з Києва одні з перших МП 580ИК80 в керамічному ПЛАНАРНОМУ корпусі
з кроком виводів 1.27мм (це пізніше з'явились процесори в корпусі DIP).
Один екземпляр потрапив до мене й я з нуля почав його освоювати. Спочатку апаратно, а потім програмно.
Програми писав спочатку у двійковій системі, потім перейшов на вісімкову, а пізніше 16-ву.
Підключив одиночні світлодіодні індикатори, декілька клавіш для вводу команд та даних у пам'ять і все.
Так появились перші драйвери периферійних пристроїв. Ніяких спеціальних відлагоджувальних засобів не існувало в принципі. Пізніше підключив електричну друкуючу машинку від серійної радянської бугхалтерської машини. Правда, вже на той час я добре володів мовою ФОРТРАН та АЛГОЛ на радянських великих ЕОМ Мінськ32 та М222, а також вільно працював на малих ЕОМ МИР (випускав Київ) та Наїрі (Єреван). Ці малі ЕОМ (прототипи персональних) мали свої специфічні мови програмування і звичайно компілятори до них.
Все це мені пізніше дуже стало в пригоді.
На жаль, принаймні мені не були доступні зарубіжні системи на базі І8080А (залізний занавіс).
До нас поступала в основному обчислювальна техніка з соцкраїн, вона була габаритна та використовувалась в основному для бухгалтерських розрахунків. Деякі з них мали варіанти Монітора (BIOS) та БЕЙСІК для інженерних розрахунків в системі команд І8080А. З однієї з таких машин я роздрукував на машинці в машинних кодах Монітор (BIOS) та БЕЙСІК, знайшов точки входу для клавіатури та друкуючої машинки і підставив свої драйвери, написані раніше для макета на 580ИК80. Програми Монітор (BIOS) та БЕЙСІК були не такі вже й великі (близько 16кб), тому перенесення їх на макет зайняло мало часу (здається біля 2-х місяців). Не уявляєте скільки було радості, коли макет на 580ИК80, спаяний на макетниці почав хоч якось реагувати на оператори БЕЙСІКА. Пізніше подібним чином я скопіював АСЕМБЛЕР і справи пішли веселіше. Колеги трохи іронізували, але я був одержимий зробити щось реальне. Я тоді був молодий і трохи фанатичний…

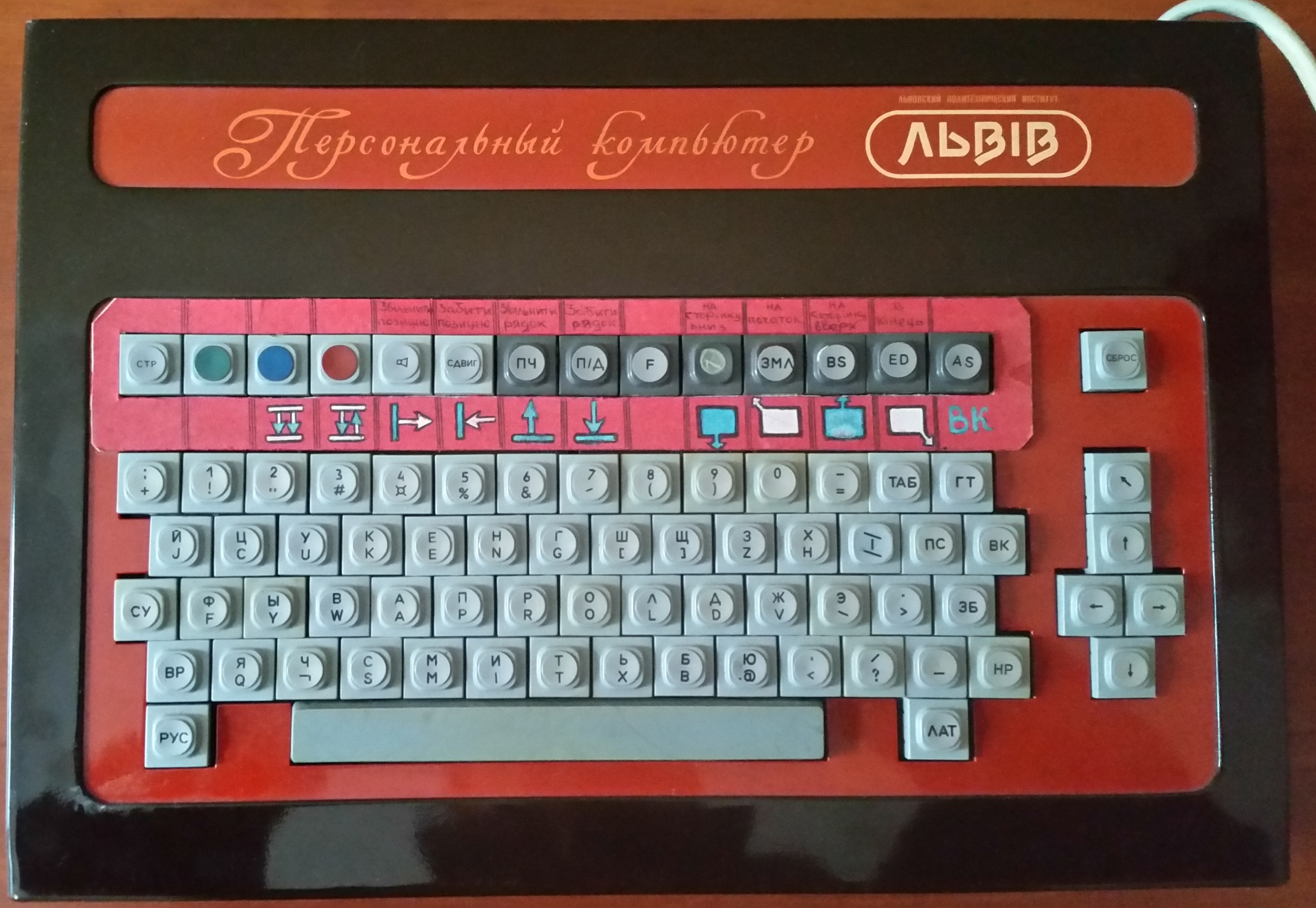
Перший екземпляр ПК-01 «Львів» розроблений Пуйдою В. Я. та виготовлений в ОКБ ЛПІ у 1986р

Назву «ПК-01 „Львів“» також придумав Володимир Якович. Під таким ім'ям перший прототип попав на ВДНГ у Києві в 1986 році. Там його побачив міністр освіти України В. Д. Пархоменко. Комп'ютер був відзначений нагородою і відповідна інформація була передана у Львівський політехнічний інститут. Тодішній ректор Михайло Олександрович Гаврилюк дуже зацікавився цим питанням і без перебільшення саме його підтримка привела до появи серійного ПК-01 «Львів».

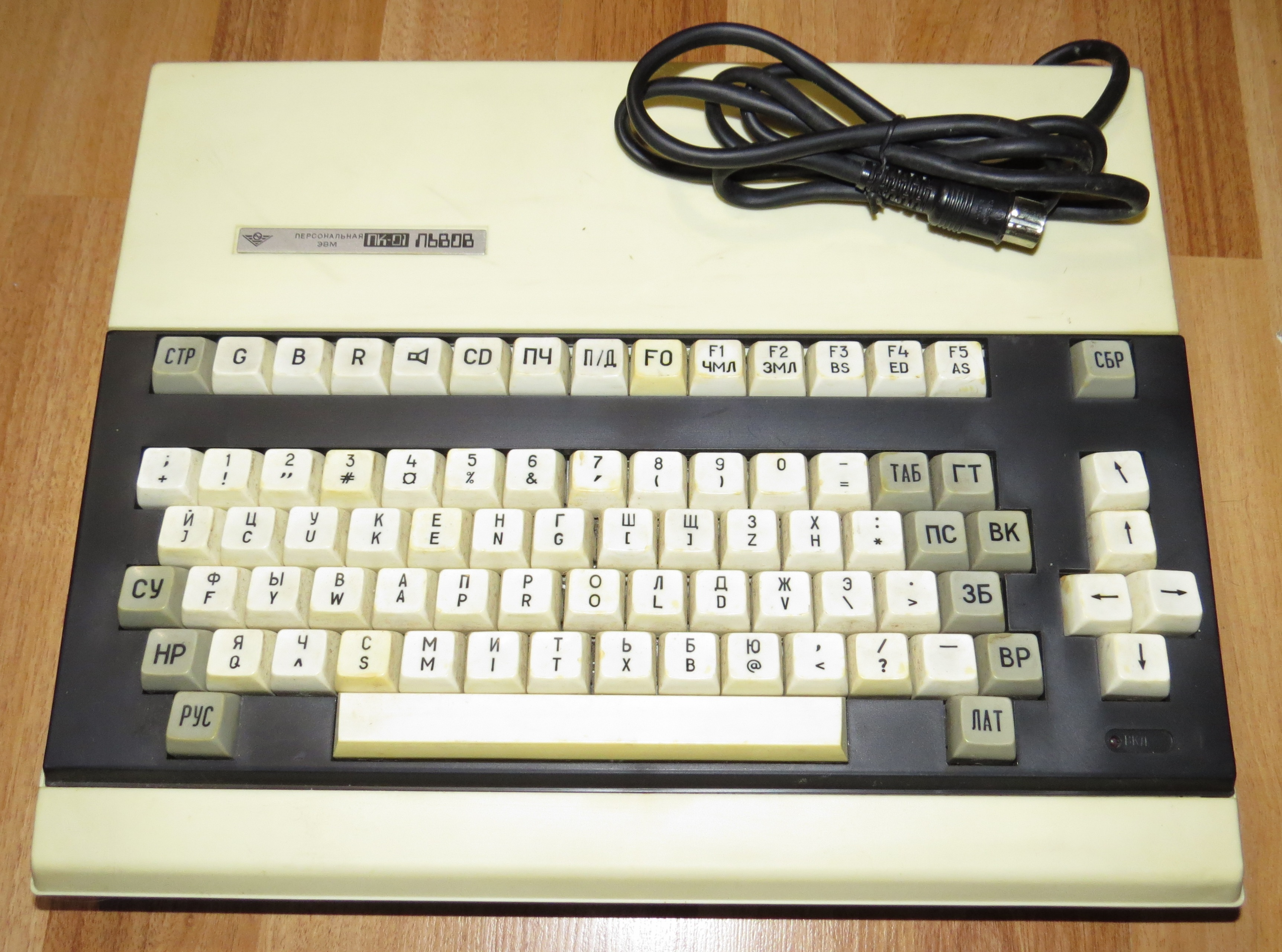
Серійний персональний комп'ютер ПК-01 «Львів»

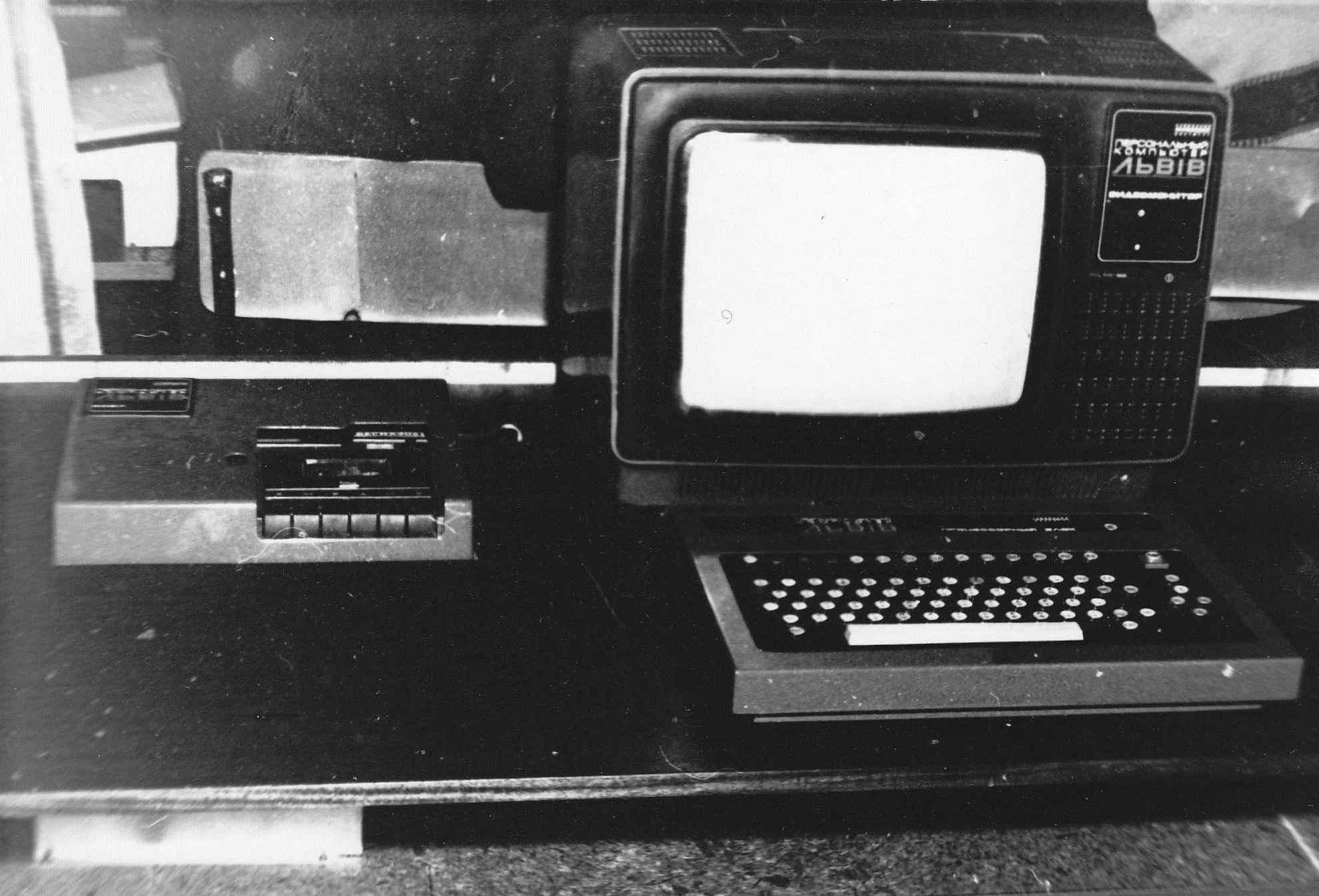
Перші навчальні лабораторії для студентів Львівського політехнічного інституту на базі ПК-01 «Львів»

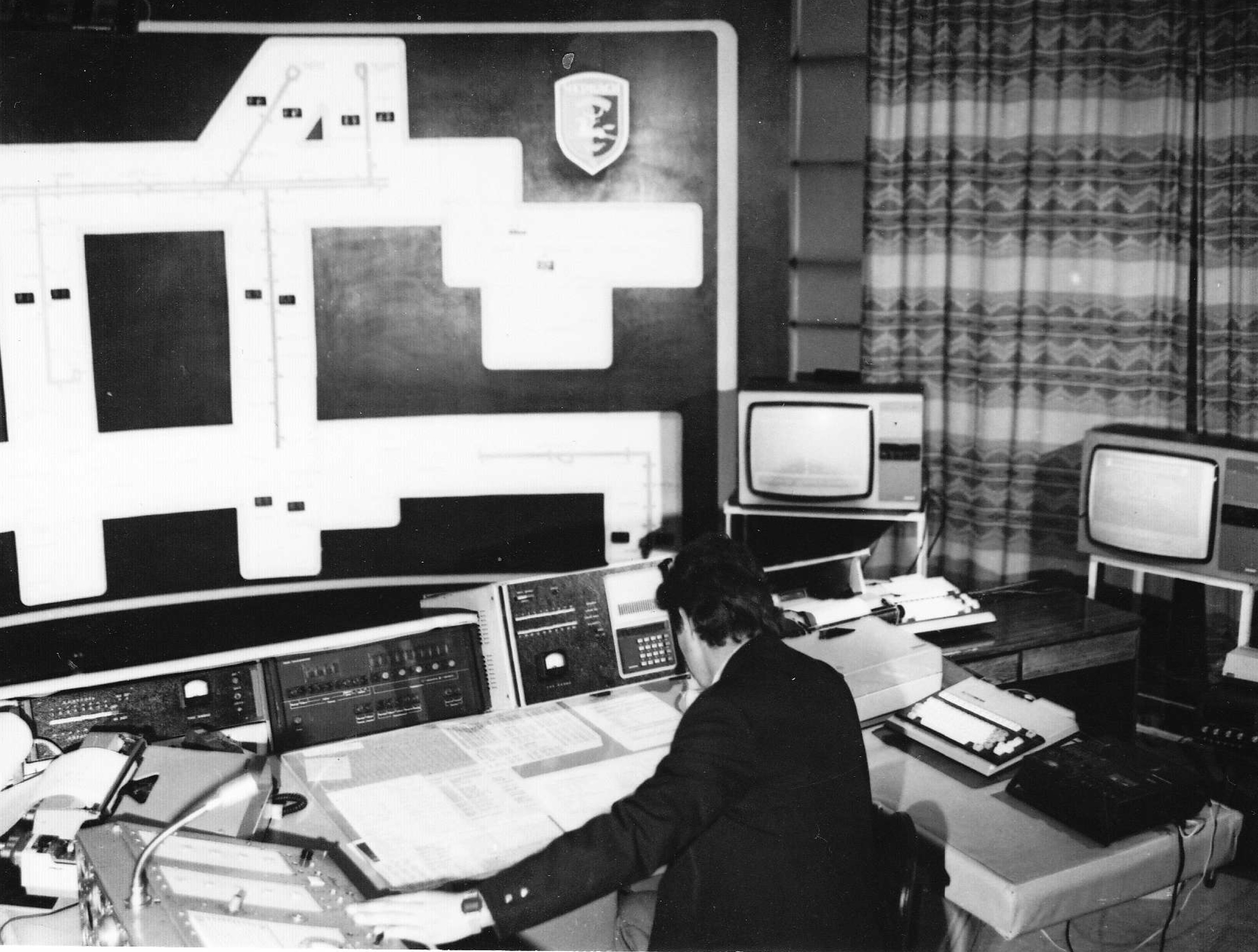
ПК-01 «Львів» в складі системи оперативного керування, м. Черкаси

Перед серійним випуском виникли проблеми із назвою. За «ПК-01 „Львів“» ще довелось поборотись. Назву «Львів» підтримав ректор Михайло Олександрович Гаврилюк, директор заводу Куценко. Вибір заводу для серійного випуску зробили саме ці люди. Проте, оскільки це був військовий завод союзного значення, то остаточне рішення приймалось у Москві. Пуйду В. Я., Гордієвича Б. (заступник головного інженера заводу) та Берегуляка Богдана (співробітник КБ заводу) відрядили до столиці. Були проведені демонстрації в Мінрадіопромі, в МНТК «Персональные ЭВМ» (саме його керівник, академік Б. Наумов, гаряче підтримав ПК-01) і після цього ПК-01 «Львів» відправили на закриту виставку в Москві, де демонструвались копії IBM/PC (ЕС1840, Іскра 1030, Нейрон). Проте, всі ці ПЕОМ мали великі габарити, спеціальні монохромні дисплеї, на яких зображення виводились методом псевдографіки — набором алфавітно-цифрових символів. А ПК-01 був у габаритах клавіатури, виводив на звичайний кольоровий телевізор, наприклад, «Юність» різноманітні кольорові графічні зображення в чистому графічному вигляді. Як зовнішній запам'ятовувальний пристрій використовувався звичайний касетний магнітофон, наприклад «Весна». Окрім цього, ПК-01 мав порт для підключення принтера та роз'єм із сигналами системної магістралі для підключення інших пристроїв, наприклад контролера ГМД, різноманітних спеціалізованих пристроїв. Усе це дуже здивувало керівництво, і було прийняте остаточне рішення про серійний випуск на військовому заводі у Львові із назвою ПК-01 «Львів»

## Технічні характеристики
| 0 | BLACK #000000   |
| 1 | BLUE #0000C0    |
| 2 | GREEN #00C000   |
| 3 | CYAN #00C0C0    |
| 4 | RED #C00000     |
| 5 | MAGENTA #C000C0 |
| 6 | YELLOW #C0C000  |
| 7 | WHITE #FFFFFF   |

Комп'ютер використовував процесор КР580ВМ80А із частотою 2 МГц (пізніше 2,5 МГц). Оперативна пам'ять — 64 КБ. ПЗП — 16 КБ.
Як пристрій для зберігання даних використовувався побутовий магнітофон. Пізніше, сторонніми розробниками (часто аматорами) було запропоновано декілька контролерів дисководів.

### Відео
Монітором служив побутовий телевізор, після певних доробок. Роздільна здатність відеоконтролера становить 256×256 точок, але краї зображення часто не поміщались на екран, або спотворювались. Тому були виділені основна зона — 200×225 точок та кольоровий бордюр. Малювати поза основною зоною можна було лише звертаючись безпосередньо до відеопам'яті. Відеоконтролер міг працювати із 8-ма кольорами, 4 з яких можна відобразити одночасно. Колір фону міг бути будь-яким, інші 3 кольори вибирались із 7 фіксованих палітр.

### Клавіатура
Клавіатура містила російську та латинську розкладки. Російська була класичною ЙЦУКЕН, а латинська замість звичної QWERTY була транслітерацією JCUKEN. Це могло створювати незручності для користувачів, які звикли працювати на інших комп'ютерах, а також при розробці емуляторів.
Позначки на клавішах були не нанесені, а були виконані із пластику іншого кольору, який було вплавлено в клавішу. Такі позначки не витирались при використанні.
Також «ПК-01 Львів», на відміну від більшості комп'ютерів свого часу, мав клавіші зі стрілочками, винесені окремим блоком.

## Програмне забезпечення
Початково ПК-01 Львів постачався із окремим інтерпретатором мови Бейсик на касеті, пізніше його було внесено до ПЗП. Також в комплекті йшло декілька навчальних програм, гра та програма-тест. Більшість ПЗ було створено власноруч користувачами, або невеликими фірмами (найбільш відома Coman).
З 1988 року ентузіастами було розроблено багато ігрових та навчальних програм, інформацію про які можна знайти в інтернеті, наприклад, https://www.youtube.com/results?search_query=ПК-01+Львів+ігрові+програми
Також ентузіасти створили спеціалізовані сайти для ПК-01 «Львів», наприклад,
http://pc01.lviv.ua/

Скріншот гри Barbarian

## Збережені екземпляри
Один екземпляр серійного «ПК-01 Львів» зберігається у музеї програмного забезпечення та комп'ютерів (англ. Software and Computer Museum) у Києві (Україна).

## Емулятори
Емулятори комп'ютера ПК-01 «Львів»:
- Емулятор by Hard Wisdom (Java)
- Емулятор А. Ігнатічева
- Сайт Эмулятор 3000[2] — емулятори радянських ПК, в тому числі ПК-01 «Львів»
- MAME — має драйвер lviv
- Емулятор «Башкирия-2М» Дмітрія Целікова[3] (Windows) — емулює в тому числі ПК-01 «Львов»